# Omphax nigricornis
Omphax nigricornis är en fjärilsart som beskrevs av W. Warren 1897. Omphax nigricornis ingår i släktet Omphax och familjen mätare. Inga underarter finns listade i Catalogue of Life.